# Cofradía de la Coronación de Espinas (Zaragoza)
La Cofradía de la Coronación de Espinas es una cofradía que participa en los actos de la Semana Santa en Zaragoza (España). 
La Cofradía fue fundada en 1951 por miembros de las obras sociales de la Sociedad Protectora de Jóvenes Obreros y Comerciantes, con sede en el Palacio de Fuenclara de Zaragoza. En 1960, se fundó la Sección de Instrumentos compuesta en un principio por tambores y timbales. En 1972 se incorporaron a la cofradía las primeras hermanas y en 1979 se creó la Sección Infantil.

## Hábito
Se compone de una túnica de color marrón carmelita con bocamangas, botonadura y cíngulo morados. El capirote es morado figurando en su frente el emblema de la cofradía. Los zapatos, calcetines y guantes son negros. Los niños de la Sección Infantil son los únicos que llevan la cabeza descubierta. 
La medalla, metálica y ovalada, pende de un cordón trenzado de color morado. Muestra la imagen de Jesús Coronado de Espinas en el anverso y el anagrama de la cofradía en el reverso.

## Emblema
El emblema de la cofradía representa una cruz de espinas en cuyo interior se encuentra el pilar de la Virgen. El pilar incorpora la Corona de la Virgen, la cruz de la orden de Santiago y el anagrama de la Virgen (una A y una M superpuestas) Suele venir enmarcado en un círculo concéntrico de color blanco. 

## Pasos
La Cofradía dispone de un paso y una peana que la acompañan en las procesiones de Semana Santa.

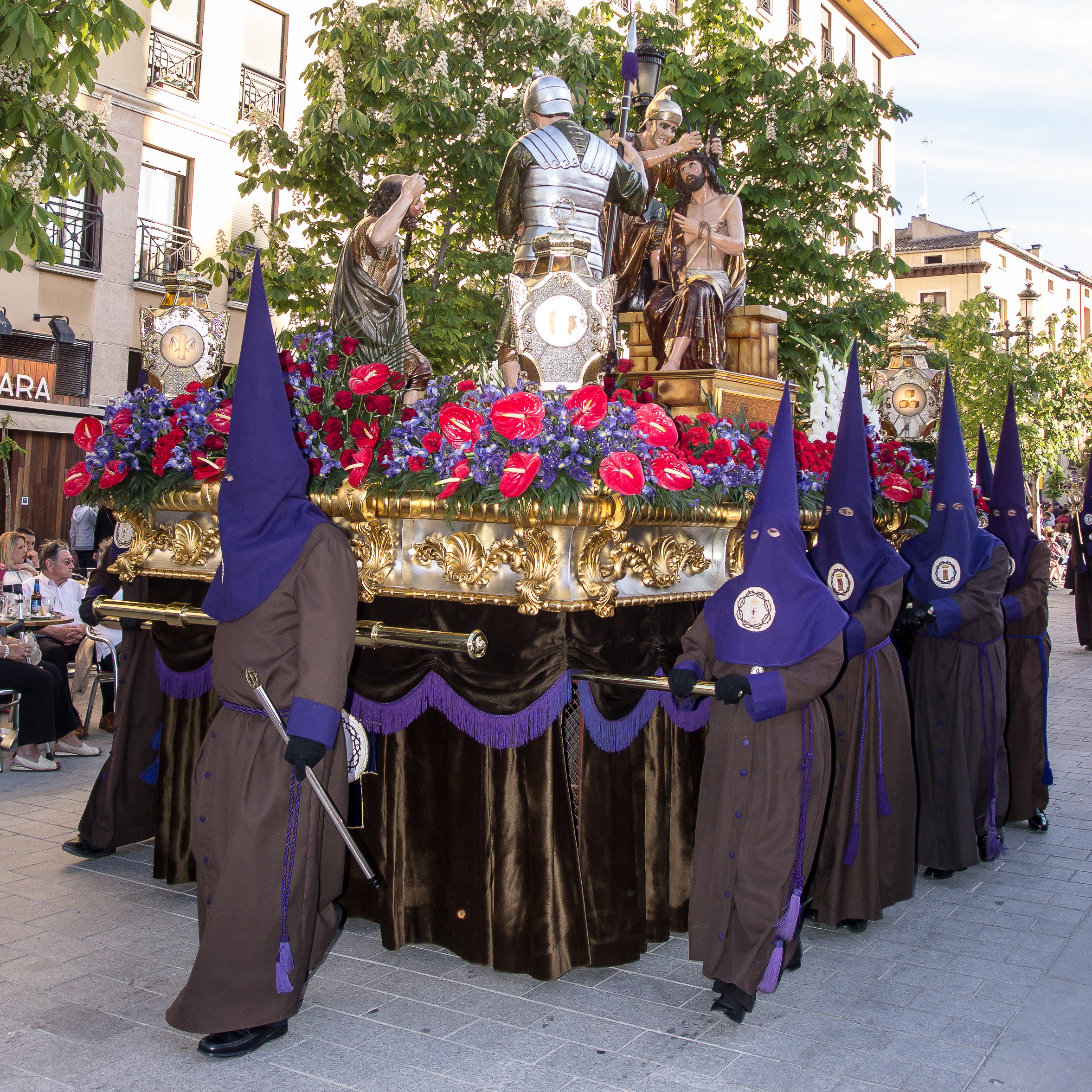
Paso de la Coronación de Espinas

### Paso de la Coronación de Espinas
Es un paso que representa el episodio bíblico de la Coronación de Espinas. Fue realizado por el escultor valenciano Francisco Borja y sustituyó en 1903 al anterior, una obra del siglo XIX atribuida a Luis Muñoz. Perteneciente a la Cofradía de la Sangre de Cristo fue cedido en 1951 en usufructo a la Cofradía de la Coronación de Espinas.

### Peana del Busto Coronado de Espinas
Fue en 1780 cuando se decidió la creación de una escultura de Cristo Coronado de Espinas en la parroquia de San Felipe y Santiago el Menor de Zaragoza. La talla estaba llamada a servir en las funciones de la iglesia en el altar y como peana para las procesiones. La obra realizada en bronce encarnado para la figura y plata para el manto fue encargada al escultor Manuel Giral y al platero Pedro Fuentes que grabó su nombre en la parte trasera del manto. Con el paso del tiempo la peana fue completada con greca y faldas.
La peana procesiona a hombros transportada por ocho cofrades y recibe culto en la parroquia de San Felipe.